# 24-Stunden-Rennen auf dem Nürburgring 1970

Streckenführung für das 24-Stunden-Rennen bis 1982

Das erste 24-Stunden-Rennen auf dem Nürburgring fand vom 27. auf den 28. Juni 1970 auf dem Nürburgring statt.

## Rennergebnis
Das erste 24-Stunden-Rennen am Nürburgring gewannen Hans-Joachim Stuck und Clemens Schickentanz in einem BMW 2002 ti von Koepchen BMW Tuning. Auf Platz zwei kamen Nicolas Koob und Hans-Werner Brohl – ebenfalls im BMW 2002 ti – von Eifelland Wohnwagenbau ins Ziel. Rang drei belegte BMW Alpina Essen mit Peter Kuhlmann und Hans-Jürgen Schulte-Oversohl, die auch in einem BMW 2002 ti ins Rennen gegangen waren.
Unter den zehn Bestplatzierten waren neun BMW 02. Ford Jakob Odenthal mit Ernst Meier und Waltraud Odenthal am Steuer stellten mit einem Ford Capri 2300 GT das einzige Fahrzeug in den Top 10, das nicht von BMW kam. Meier und Odenthal kamen als Vierte ins Ziel.
Von den 99 gestarteten Fahrzeugen wurden 54 gewertet. Die Sieger Stuck und Schickentanz fuhren 123 Runden und legten eine Distanz von 2.808,71 km zurück. Für sieben Fahrzeugklassen standen insgesamt 55.000 DM an Preisgeld bereit.

## Rahmenprogramm
Für die Unterhaltung der Zuschauer wurde bei Start und Ziel ein „Lunapark“ mit Auto-Scooter, Schießhallen und Box-Show aufgebaut. Im Sporthotel Tribüne sorgte „Rolf von Radio RTL“ mit der mobilen Funkdisco für Stimmung.

## Streckenführung
Da die heutige Grand-Prix-Strecke am Nürburgring erst 1983 gebaut wurde, fuhr das 24-Stunden-Rennen bis 1982 auf einer ursprünglichen Streckenführung des Nürburgrings. Neben der Nordschleife war dies nur die „Betonschleife“ genannte Start-und-Ziel-Schleife.